# Эффект песочницы
Эффект песочницы (англ. SandBox Effect) — теория, описывающая некоторые закономерности, замеченные в выдаче поисковиков, а именно Google (существует мнение, что песочница есть и в Яндексе, но представители поисковика этого официально не подтверждают).  
Эта теория утверждает, что сайты, которые имеют новые доменные имена, частые смены владельцев или нэймсерверов, помещаются в «песочницу» (зону ожидания) и пребывают там, пока механизм Google не сочтёт сайт готовым из неё выйти. 
Признаками попадания сайта в «песочницу» называют занимание сайтом верхних позиций в поисковой выдаче исключительно по неконкурентным и малочастотным поисковым запросам. Сайты, оказавшиеся в песочнице, могут пробыть там от двух недель до года. 
На данный момент, вокруг песочницы Google ведётся обсуждение, существует ли этот механизм как таковой. Некоторая часть веб-мастеров считает, что эффект песочницы — не более чем проявление некоторых математических алгоритмов, а не стратегия поведения поисковика.